# Vittangirivier
Vittangirivier (Zweeds: Vittangi älv; Samisch: Vazášeatnu) is een rivier, die stroomt in de Zweedse gemeente Kiruna. De rivier krijgt haar water van beken die het Vittangimeer voeden. Dat meer watert aan de oostkant af via de Vittangirivier (hier Vittangieno). Al snel stroomt de rivier door nog een meer, het Tahkomeer en krijgt dan de naam Vittangojoki. Zij stroomt door onbewoond en onherbergzaam gebied. Haar belangrijkste zijrivier de Sevujoki stroomt in. Een aantal kilometers daarna krijgt ze haar naam Vittangirivier. Het blijft nog kilometers onbewoond gebied. Als zij Vittangi nadert stroomt ze in de Torne en kruist daarmee de Europese weg 45. De rivier heeft dan inclusief de grootste bronrivier 127 kilometer afgelegd.